# Cubas provinser
Cuba er administrativt opdelt i 15 provinser og en særlig kommune der også fungerer som provins.

## Cubas provinser
Cuba er inddelt i følgende provinser (fra vest til øst):
|    | Provins                                          | Administrativt center | Indbyggertal    | Areal      | Cubas provinser |
| -- | ------------------------------------------------ | --------------------- | --------------- | ---------- | --------------- |
| 1  | Isla de la Juventud (særligt forvaltningsområde) | Nueva Gerona          | 86.420(2010)    | 2.419 km2  |                 |
| 2  | Pinar del Río                                    | Pinar del Río         | 592.851(2010)   | 8.885 km2  |                 |
| 3  | Artemisa                                         | Artemisa              | 502.312(2010)   | 4.004 km2  |                 |
| 4  | La Habana                                        | Havana                | 2.492.618(2022) | 728 km2    |                 |
| 5  | Mayabeque                                        | San José de las Lajas | 380.274(2011)   | 3.733 km2  |                 |
| 6  | Matanzas                                         | Matanzas              | 690.113(2010)   | 11.798 km2 |                 |
| 7  | Cienfuegos                                       | Cienfuegos            | 405.481(2010)   | 4.187 km2  |                 |
| 8  | Villa Clara                                      | Santa Clara           | 803.562(2010)   | 8.413 km2  |                 |
| 9  | Sancti Spíritus                                  | Sancti Spiritus       | 465.468(2010)   | 6.780 km2  |                 |
| 10 | Ciego de Ávila                                   | Ciego de Ávila        | 422.576(2010)   | 6.947 km2  |                 |
| 11 | Camagüey                                         | Camagüey              | 782.458(2010)   | 15.414 km2 |                 |
| 12 | Las Tunas                                        | Victoria de Las Tunas | 536.027(2010)   | 6.595 km2  |                 |
| 13 | Granma                                           | Bayamo                | 835.675(2010)   | 8.377 km2  |                 |
| 14 | Holguín                                          | Holguín               | 1.037.161(2010) | 9.210 km2  |                 |
| 15 | Santiago de Cuba                                 | Santiago de Cuba      | 1.047.015(2010) | 6.234 km2  |                 |
| 16 | Guantánamo                                       | Guantanamo            | 510.863(2010)   | 6.164 km2  |                 |

## Historie
Indtil 1976, var Cuba opdelt i følgende provinser (fra vest til øst):
1. Pinar del Río
2. La Habana, inkluderede den nutidige provins La Habana byen Havana
3. Matanzas
4. Las Villas (før 1940, "Santa Clara"), indeholdt de nutidige provinser: Cienfuegos, Villa Clara og Sancti Spíritus
5. Camagüey (før 1899, "Puerto Príncipe"), indeholdt de nutidige provinser: Camagüey og Ciego de Ávila
6. Oriente (før 1905, "Santiago de Cuba"), indeholdt de nutidige provinser: Las Tunas, Granma, Holguín, Santiago de Cuba og Guantánamo